# Жекова, Александра
Алекса́ндра Ви́кторова Же́кова (болг. Александра Викторова Жекова, 5 октября 1987 года, София, Болгария) — болгарская сноубордистка, специализировавшаяся в сноуборд-кроссе, победительница 3 этапов Кубка мира, призёр X-Games в сноуборд-кроссе (2012), чемпионка Универсиады 2015 года в сноуборд-кроссе. Участница Олимпийских игр 2006, 2010, 2014 и 2018 годов.
Во второй половине 2000-х годов также выступала в параллельных дисциплинах, в феврале 2007 года была призёром этапа Кубка мира в параллельном гигантском слаломе.
На Олимпийских играх 2010 года была знаменосцем сборной Болгарии на церемонии открытия.
Завершила карьеру в 2019 году.

## Результаты на крупнейших соревнованиях

### Зимние Олимпийские игры
| Олимпийские игры | Сноуборд-кросс | Параллельный гигантский слалом |
| ---------------- | -------------- | ------------------------------ |
| 2006 Турин       | 22             | 25                             |
| 2010 Ванкувер    | DNF            | DNS                            |
| 2014 Coчи        | 5              | —                              |
| 2018 Пхёнчхан    | 6              | —                              |